# Kangaroo Island
Kangaroo Island (Engels voor kangoeroe-eiland) is een eiland bij de zuidkust van Australië, dat behoort tot de staat Zuid-Australië. De belangrijkste plaatsen op het eiland zijn Kingscote en Penneshaw. Vanuit de laatste plaats vertrekt de veerboot naar Cape Jervis op het vasteland.

## Geografie
Kangaroo Island is na Tasmanië en Melville (Noordelijk Territorium) het grootste eiland van Australië. Het heeft een oppervlakte van 4.405 km² en een omtrek van 509 km. Kangaroo Island is 145 km lang en tussen 900 meter en 57 km breed. Het hoogste punt is 307 meter boven zeeniveau en bevindt zich op het plateau aan de noordkust.
Kangaroo Island heeft een bevolking van 4.400 mensen, waarvan er 1.800 in de hoofdstad Kingscote wonen. Productie van honing, wijn en wol zijn, samen met het ecotoerisme, de belangrijkste economische pijlers van het eiland.

## Geschiedenis
Kangaroo Island werd ongeveer 10.000 jaar geleden van het vasteland van Australië gescheiden door een stijging van de zeespiegel. Aboriginals hebben het eiland enige tijd bewoond. In 1802 werd Kangaroo Island ontdekt en benoemd door de Engelse ontdekkingsreiziger Matthew Flinders. Hij werd gevolgd door de Fransman Nicolas Baudin, die een groot deel van Kangaroo Island in kaart bracht. Tegenwoordig dragen verschillende plaatsen op het eiland nog steeds een Franstalige naam. Kingscote werd in 27 juli 1836 als eerste officiële nederzetting gesticht. Het was de oorspronkelijke hoofdstad van Zuid-Australië, maar het stadje bleek niet te kunnen voldoen aan de watervereisten van de inwoners en werd daarom als hoofdstad vervangen door Adelaide.

## Natuur
De belangrijkste trekpleister van Kangaroo Island is de natuur. Het eiland is grotendeels begroeid met eucalyptusbossen en boomsavannes. Belangrijke redenen voor het feit dat Kangaroo Island zo'n rijke natuur heeft, zijn dat meer dan de helft van het eiland nooit gecultiveerd is en dat ongeveer een derde van de oppervlakte bestaat uit beschermd gebied. Er zijn vijf Wilderness Protection Areas (Ravine des Casoars, Cape Torrens, Western River, Cape Ganthaume, Cape Bouger), één nationaal park (Flinders Chase National Park) en meerdere Conservation Parks. Bovendien ontbreken rode vossen en Europees konijnen op Kangaroo Island, twee soorten die op het vasteland grote schade hebben aangericht onder de inheemse zoogdieren door respectievelijk predatie en voedselconcurrentie.
Er leven 22 zoogdiersoorten op Kangaroo Island, waarvan 19 inheems zijn: de mierenegel (Tachyglossus aculeatus), de Kangaroo Island-kangoeroe (Macropus fuliginosus fuliginosus), de tammarwallaby (Macropus eugenii decres), de voskoesoe (Trichosurus vulpecula), de gewone kortneusbuideldas (Isoodon obesulus), de buideleikelmuis (Cercartetus concinnus), de kleinste dwergbuidelrat (Cercartetus lepidus), de endemische smalvoetbuidelmuis Sminthopsis aitkeni, de ratten Rattus fuscipes en Rattus lutreolus, de vleermuizen Pteropus scapulatus, Chalinolobus gouldii, Chalinolobus morio, Vespadelus darlingtoni, Vespadelus regulus en Nyctophilus geoffroyi, de Australische zeeleeuw (Neophoca cinerea), de West-Australische pelsrob (Arctocephalus pusillus doriferus) en de Nieuw-Zeelandse zeebeer (Arctocephalus forsteri). Drie soorten, de koala (Phascolarctos cinereus), de oostelijke koeskoes (Pseudocheirus peregrinus) en het vogelbekdier (Ornithorhynchus anatinus), zijn ingevoerd en overleven nog steeds op het eiland.
De reptielen worden op Kangaroo Island vertegenwoordigd door de varaan Varanus rosenbergi, de zwarte tijgerslang (Notechis ater) en de dwergkoperkop (Austrelaps labialis).
Op Kangaroo Island zijn 251 vogelsoorten waargenomen, waaronder enkele zeldzame soorten zoals de visarend en de bruine raafkaketoe (Calyptorhynchus lathami). Andere opvallende vogelsoorten zijn de dwergpinguïn (Eudyptula minor), het blauw koninkje (Malurus cyaneus), de regenbooglori (Trichoglossus haematodus), de boskalkoen (Alectura lathami), de hoendergans (Ceoropsis novaehollandia) en de witbuikzeearend (Haliaeetus leucogaster). Een ondersoort van de emoe (Dromaeius novaehollandiae) leefde vroeger ook op Kangaroo Island. Deze loopvogel is echter tijdens het begin van de negentiende eeuw uitgestorven.

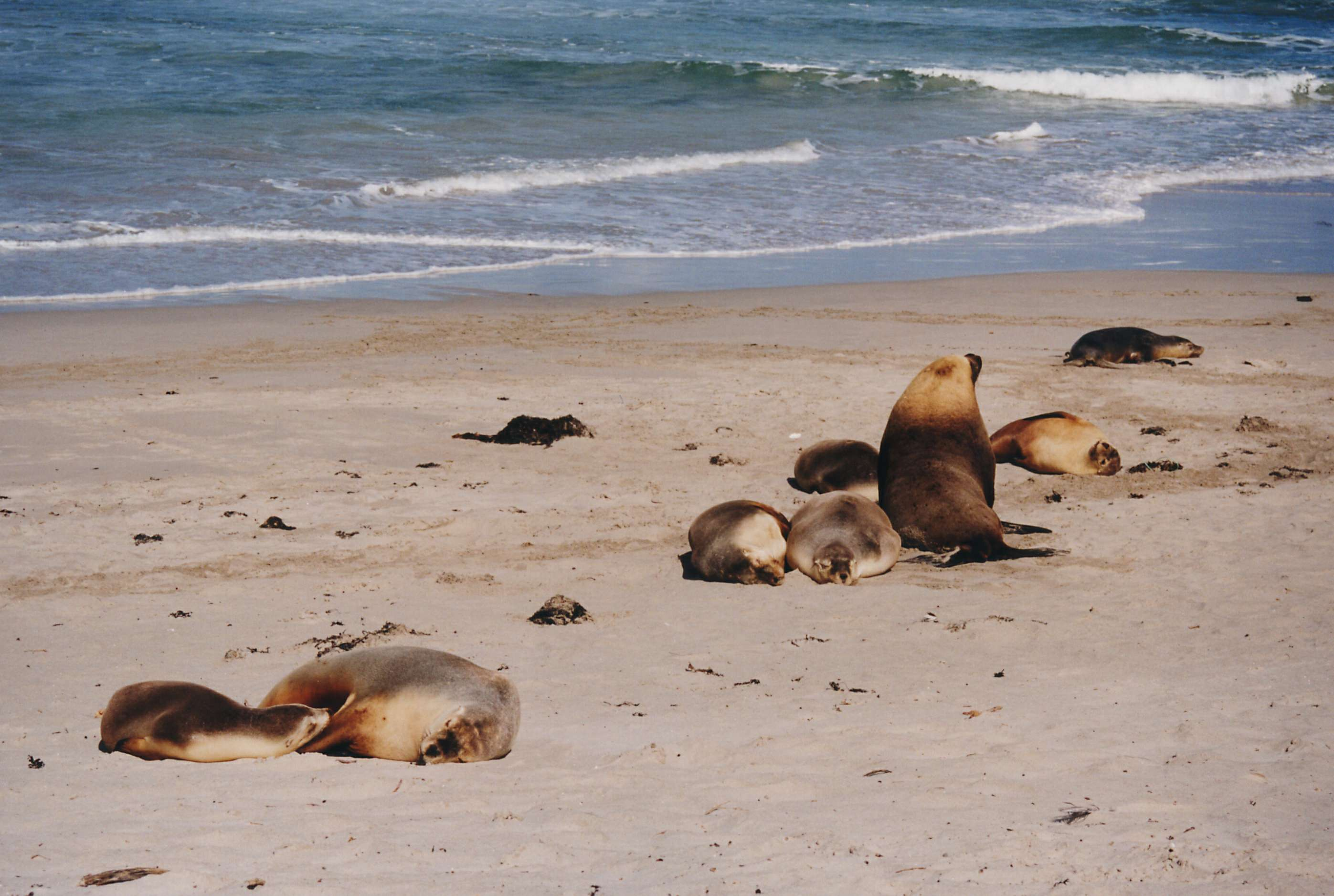
Australische zeeleeuwen in Seal Bay

De golf ligt in de mariene ecoregio Zuid-Australische Golven.

## Toerisme
De voornaamste toeristische punten zijn:
- Nationaal park Flinders Chase: een natuurgebied dat aan de westkant van het eiland ligt. In Flinders Chase leven onder meer kangoeroes, koala's, vogelbekdieren en hoenderganzen. Vanuit het bezoekerscentrum zijn verschillende wandelingen te ondernemen.
- Kaap du Couedic: een van de westelijkste punten van het eiland. Deze kaap is bekend om zijn kolonie Nieuw-Zeelandse pelsrobben en de Admirals Arch, een rotsformatie die een natuurlijke brug of boog vormt.
- Remarkable Rocks: een groep grote, door erosie in opmerkelijke vormen gesleten, rotsen op een klip boven de oceaan in het Nationaal park Flinders Chase.
- Conservation Park Seal Bay: toeristen kunnen samen met een gids het strand van Seal Bay bezoeken, waar een grote groep Australische zeeleeuwen te zien is.
- Hansonbaai: een goede plek om koala's in het wild te zien. Koala's zijn enkele tientallen jaren terug geïntroduceerd op Kangaroo Island en doen het opmerkelijk goed.
- Little Desert: zandduinen in de eucalyptusbossen aan de zuidkant van het eiland.

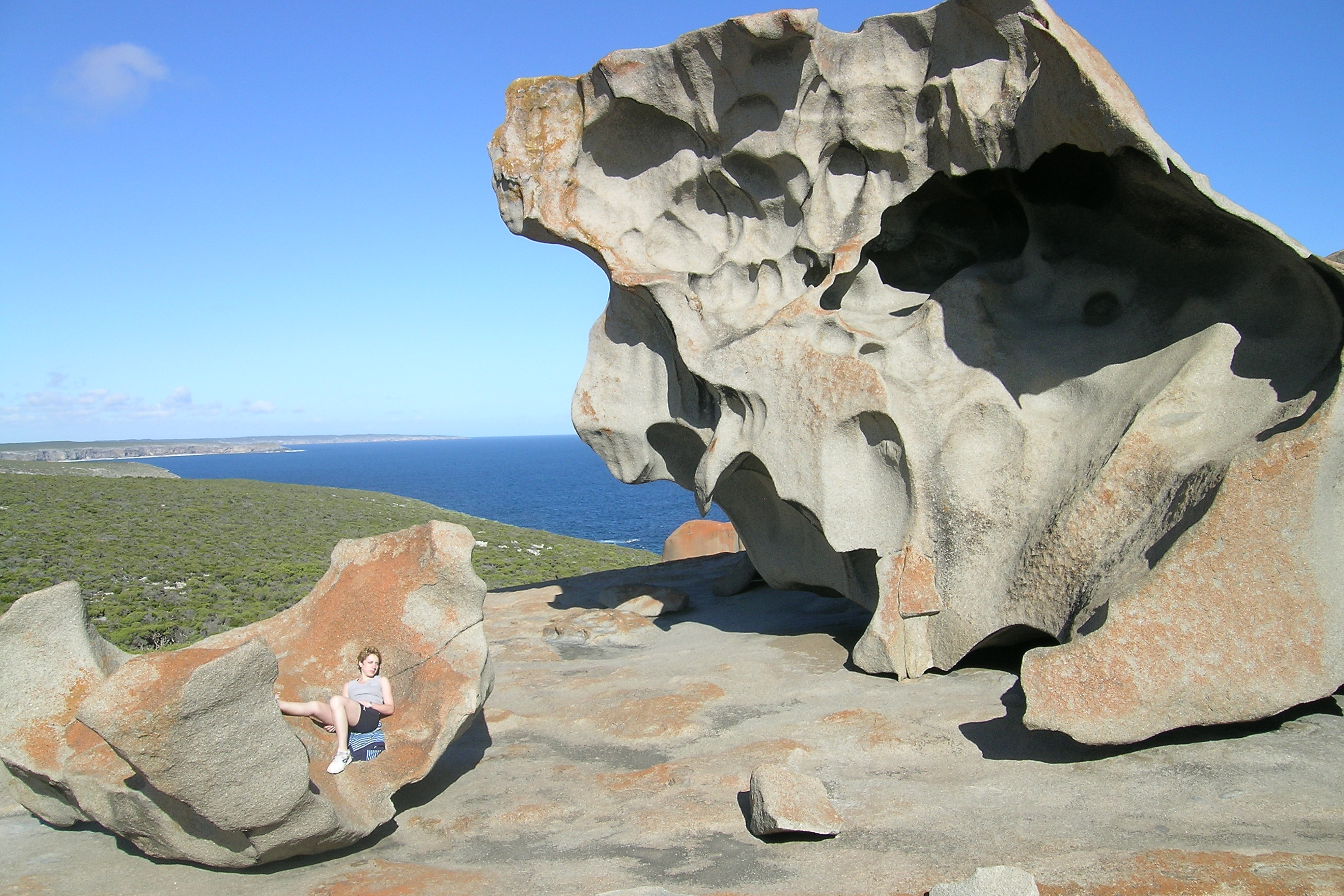
Remarkable Rocks